# Cheratopatia puntata superficiale di Thygeson

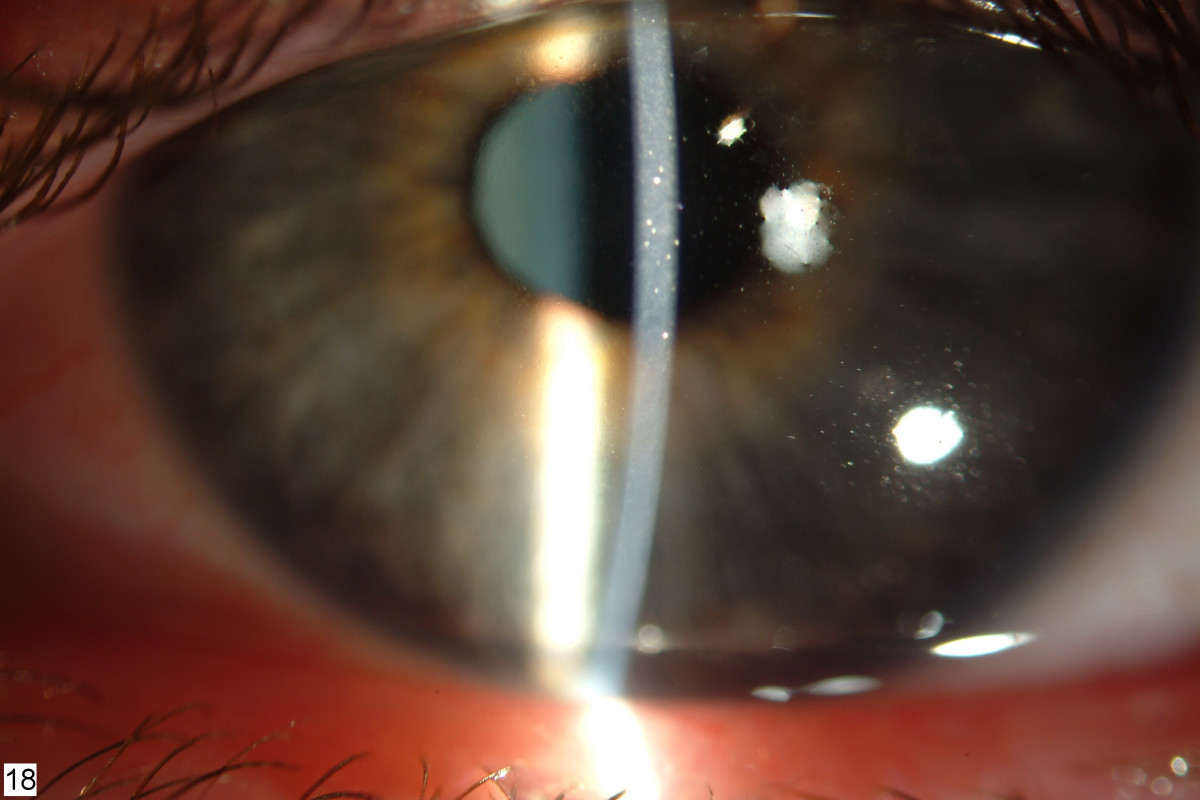

La Cheratopatia puntata superficiale di Thygeson (TSPK) è una malattia degli occhi. Le cause della TSPK non sono ancora conosciute, ma i dettagli riguardo alla malattia sono stati pubblicati per la prima volta su JAMA-The Journal of the American Medical Association nel 1950 da Phillips Thygeson - dal quale ha preso il nome.

## Sintomi
Un paziente con la TSPK può accusare visione sfocata, lacrimazione, sensazione di corpo estraneo nell'occhio e fotofobia. L'oculista può, con i suoi strumenti, notare piccole lesioni sulla cornea dell'occhio. Queste lesioni appaiono più evidenti dopo l'applicazione di tintura a base di fluoresceina o rosa bengala sotto forma di gocce oftalmiche. Le lesioni appaiono distribuite in modo casuale sulla cornea e possono apparire e scomparire nel tempo (con o senza trattamento).
TSPK può colpire uno o entrambi gli occhi. Quando sono interessati entrambi, le piccole lesioni possono essere presenti in numero differente tra i due occhi. L'acutezza dei sintomi varia spesso durante l'evoluzione della malattia. La malattia può sembrare recedere, riapparendo solo dopo mesi o anni.

## Cause
Le cause della TSPK non sono note.

## Trattamento
Esistono alcuni tipi di trattamento per la TSPK. I sintomi possono scomparire senza alcuna cura, ma il trattamento può aiutare ad aumentare la probabilità e la durata delle remissioni.
- Gocce di lacrime artificiali o unguenti possono essere un buon rimedi per i casi più leggeri.
- Gocce con piccolo dosaggio di steroidi, come il prednisone, il fluorometholone o il rimexolone. Le gocce con steroidi devono essere usate con attenzione e la pressione del bulbo oculare deve essere misurata regolarmente durante la terapia.
- Le Lenti a contatto morbide curative proteggono la cornea dallo sfregamento con la palpebra riducendo il numero e la gravità delle lesioni.
- La Ciclosporina è una terapia sperimentale per la TSPK. È usata comunemente per i trapianti dal momento che riduce la risposta del sistema immunitario.
- Intervento chirurgico al laser, generalmente sconsigliato.